# 크리스티아노 비라기
크리스티아노 비라기(이탈리아어: Cristiano Biraghi, 1992년 9월 1일 ~ )는 토리노에서 왼쪽 풀백로 뛰는 이탈리아의 축구 선수이다.

## 클럽 경력

### 인테르나치오날레 (유소년 팀)
밀라노현 체르누스코술나빌리오에서 태어난 비라기는 2005년 이후부터 인테르나치오날레의 유스팀에서 뛰었다. 그는 2008-09 시즌을 다른 같은팀 출신 유스선수들과 프로 세스토로 보내었다. 그는 선수생활을 미드필더로 시작했지만, 후에 왼쪽 풀백으로 바꿨다. 그는 클럽의 친선경기에서 출장을 했고 2010년 여름투어 중 피렐리 컵에서 맨체스터 시티를 상대로 득점을 하기도 했다.

### 인테르나치오날레
비라기는 첫 1군팀 데뷔전을 2010년 11월 24일에 트벤테를 상대로 한 UEFA 챔피언스리그 2010-11 시즌 경기에서 고란 판데프의 교체선수로서 치렀다. 그가 출전하게 된 이유는 그 경기전에 많은 수의 1군 선수들이 부상으로 인한 이탈 때문이였다.
그는 첫 유럽클럽대항전 선발 출전을 12월 7일 베르더 브레멘을 상대로 치렀다. 그 경기에서 그는 왼쪽 풀백으로 뛰었고, 다비데 산톤은 왼쪽 윙 포워드로 뛰었으며, 크리스티안 키부는 부상이었다.
2011년 7월에 세리에 B팀 유베 스타비아로 임대되었다. 그는 8월 27일에 엠폴리에 2-1로 패한 경기에서 첫 리그 데뷔전을 치렀다.
세리에 B 마지막 라운드전인 5월 26일에, 비라기는 인테르의 인도네시아 투어를 위해 복귀했다.
그는 2013년 9월 2일에 카타니아로 임대되었다.